# Gonioctena kaufmanni
Gonioctena kaufmanni — вид жуков-листоедов из подсемейства хризомелин.

## Распространение
Распространён в восточных Альпах. Его называют эндемиком этих гор, а наблюдение в Татрах — ошибочным, как и сообщения из Хорватии. Признают ошибочными также наблюдения вида на территории Латвии. В Германии вид помещался в Красный Список.